# Edades del hombre

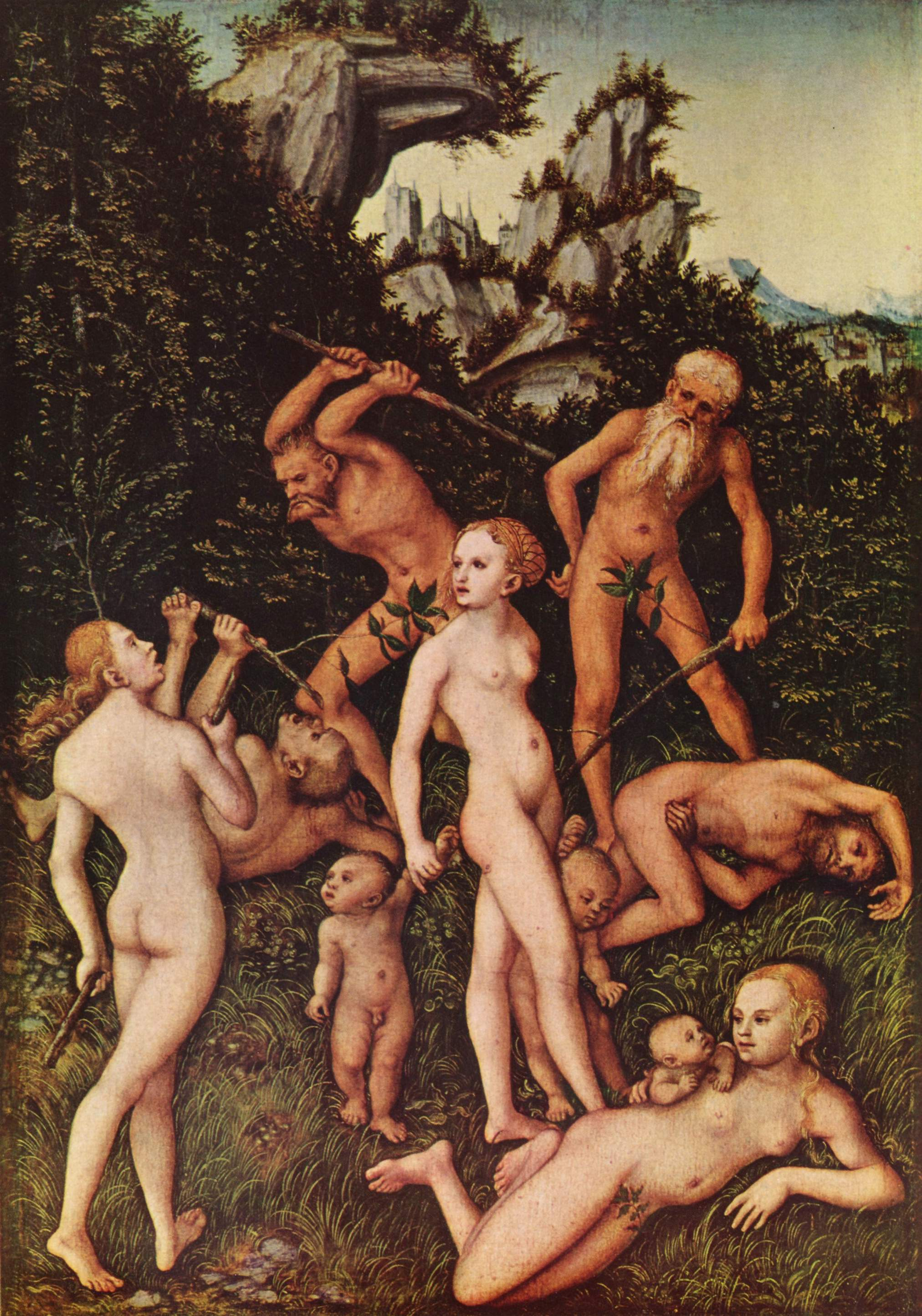
Das silberne Zeitalter (La Edad de Plata), de Lucas Cranach el Viejo (1.ª mitad del).

Las edades o las razas del ser humano son las etapas por las que ha pasado la humanidad desde su aparición, según la mitología clásica. Sus fuentes literarias principales son las obras del griego Hesíodo y el latino Ovidio, con una reexposición de San Jerónimo de Estridón en el comienzo del Medioevo. El mito tiene una estructura general que presenta una sucesión de etapas, desde un principio lejano en el tiempo en el que los seres humanos vivían de forma semejante a los dioses (Edad de Oro) hasta la época de quien expone la historia (Edad de Hierro). Las versiones presentan diferencias significativas.

### Las cinco edades de Hesíodo
El primer testimonio del mito de las razas proviene del poema Trabajos y días de Hesíodo (vv. 106 - 202).
El poeta introduce el relato diciendo que contará cómo los dioses y los seres humanos tuvieron el mismo origen. 
Describe que al principio los dioses crearon una estirpe dorada de mortales. Estos existieron en tiempos del reinado de Crono y vivían como si fueran dioses, es decir, sin fatigas, preocupaciones ni miserias. A su vez eran siempre jóvenes y fuertes, disfrutaban de fiestas y no conocían el mal. Poseían alegrías de todo tipo y la tierra fértil los proveía de manera espontánea de abundantes frutos. Alternaban sus trabajos con muchos deleites. Además eran ricos en rebaños, cercanos y agradables a los bienaventurados dioses.  No conocían la muerte sino que, en vez de eso, se sumían en un sueño. 
Una vez que fueron sepultados bajo tierra, Zeus les concedió el rango de démones (δαίμονες) y ahora gozan del privilegio de ser protectores de los mortales y proveedores de riquezas. También vigilan las sentencias y malas acciones recorriendo todo el mundo. 
En lugar de la estirpe dorada, los dioses olímpicos crearon una segunda raza, de plata, que no se parecía a la primera ni en belleza ni en inteligencia, pues era mucho peor. Durante cien años los niños permanecían junto a su madre, en su casa. Luego vivían poco tiempo, en la juventud y padecían sufrimientos por su ignorancia. Ejercían violencia todo el tiempo y no querían dar culto a los dioses haciendo sacrificios. Por ello, Zeus, irritado, los exterminó. Sin embargo, reciben el rango inferior de mortales bienaventurados.
Zeus creó una tercera raza, a partir de los fresnos. Esta estirpe era temible y fuerte, no comía pan y solo tenía interés en la guerra y en los actos de soberbia. Todo en ellos era de bronce, sus armas, sus casas y sus trabajos, no había hierro. Aunque eran terribles, de ellos se apoderó la muerte y murieron sin dejar nombre.
Una vez enterrados los seres humanos de bronce, fue creada por Zeus una raza justa y virtuosa: la de los héroes o semidioses. El poeta indica que es la generación que pereció, en gran parte, en las hazañas relacionadas con las guerras de Troya y Tebas. A unos pocos Zeus determinó alejarlos del resto y darles residencia en los confines de la tierra: ellos ahora viven en las Islas de los Bienaventurados y no conocen los dolores. 
Zeus creó otra raza, conformada por los contemporáneos del poeta, que deplora haber nacido en el tiempo de esta estirpe de hierro. Las personas no se verán libres de fatigas ni miserias, los dioses los someterán a tribulaciones, no obstante conocerán algunas alegrías mezcladas con males. Zeus destruirá también esta raza, cuando estas personas nazcan ya con canas. Padres/madres e hijos/hijas no se parecerán entre sí, el anfitrión no apreciará al huésped, así como los amigos no apreciarán a los amigos y los hermanos no se querrán como antes. En cuanto el padre/madre envejezca el hijo/hija lo insultará duramente, sin advertir la vigilancia de los dioses. Tampoco podrán dar sustento a sus padres/madres en la vejez. Los justos y los honrados no obtendrán reconocimiento; por el contrario, se beneficiarán los malhechores y los hombres violentos. La justicia se identificará con la fuerza y no existirá el pudor. Los malvados tratarán de perjudicar a las personas virtuosas con discursos retorcidos y juramentos. La envidia acompañará a las personas miserables. Entonces, Aidos y Némesis se irán desde la tierra hasta el Olimpo para vivir con los inmortales y el ser humano quedará solo con sus amarguras. Ya no existirá remedio para el mal.

### Las dos edades de Platón
Otro mito sobre las edades del ser humano lo cuenta Platón en su diálogo Político, donde los personajes discuten acerca de la definición del político, y luego de fracasar en los primeros intentos de acertar en ello, el Extranjero de Elea, uno de los personajes que participan en la discusión, recurre a dicho mito, denominado El mito de los pastores divinos para encontrar la razón del extravío de la discusión (268d 274d).
Esta reversión de los antiguos mitos toma tres historias narradas por la tradición que precedió a Platón: la inversión del curso de los astros, suscitada por Zeus en favor de Atreo cuando este se disputaba con Tiestes el trono de Argos; el reinado de Cronos; y los testimonios que contaban que en la edad anterior a la que ellos vivieron, los seres humanos nacían de la tierra y no procreaban entre sí. A partir de estos tres mitos el Extranjero relata uno nuevo que, según lo que él afirma, es el acontecimiento que constituye la causa de los otros tres.
Este mito cuenta que el universo a veces es guiado personalmente por el dios, y otras es librado a sí mismo, es por ello que cambia a veces su curso; cuando es guiado por el dios sigue siempre el mismo curso porque solo lo divino es invariable, pero cuando es librado a sí mismo, por su naturaleza corpórea, no puede continuar de forma invariable el impulso que recibió del dios, pues tampoco se mueve por sí mismo, sino por el impulso que el dios le confirió. Tampoco puede afirmarse que dos deidades distintas cambian el curso del universo por designios distintos, en sentidos opuestos, sino que es el mismo universo librado a sí mismo que no logra la invariabilidad y va moviéndose cada vez más variablemente, y entonces, cuando el universo está a punto de sumergirse en la desemejanza, el dios vuelve a guiarlo. La edad en la que el universo es guiado por la divinidad es la Edad de Cronos, mientras que la edad en la que es librado a sí mismo es la Edad de Zeus. 
Durante la Edad de Cronos, que es la equivalente a la Edad Dorada de Hesíodo, por el hecho de que el universo giraba en sentido opuesto al actual, los hombres no envejecían, sino que, por el contrario, se volvían cada día más jóvenes hasta que retornaban al estado de un recién nacido, asimilándose a éste en cuerpo y alma, y finalmente desaparecían. No procreaban entre sí, sino que nacían de la tierra, pues al invertirse el curso del universo se invertía el proceso de nacimiento, y quienes yacían bajo tierra se restituían y renacían. Cronos cuidaba por completo del universo y de los hombres, todas las partes del mundo estaban distribuidas entre los dioses que las gobernaban, los animales eran pastoreados según sus razas y rebaños por divinidades inferiores, cada una de las cuales se arreglaba por sí sola ara apacentar su respectivo rebaño, por lo que no había animales salvajes y los animales no se devoraban unos a otros, no existía ningún tipo de guerra ni discordia. No había regímenes políticos y los hombres no poseían mujeres ni niños, y al surgir de la tierra no guardaban recuerdo alguno de la vida que habían vivido antes de ser sepultados; en compensación de estas carencias disponían de una profusión de frutos que plantas y árboles les brindaban espontáneamente sin necesidad de cultivo. Las estaciones eran templadas, por lo que vivían desnudos al aire libre, dormían en lechos de abundante césped que brotaba de la tierra. En estas condiciones vivían estos hombres, mas el Extranjero no se atreve a afirmar que aquellos hombres eran más felices que los de la edad de Zeus, pues tenían la ventaja de tener mucho tiempo libre para hablar y filosofar incluso con animales (también estos hablaban), pero es posible que ante la abundancia se entregaran a la comida y a la bebida en exceso y que se dedicaran a contar mitos sin dedicarse a la ciencia y la argumentación.
La Edad de Zeus, equivalente a la Edad de Hierro en Hesíodo, surgió cuando desapareció por completo la raza de los hombres nacidos de la tierra, porque cada alma había pagado su respectiva cantidad de nacimientos, y el dios, esta vez Zeus, dejó al universo librado a sí mismo y este invirtió nuevamente su curso, y luego de la destrucción de la mayoría de los seres vivos a causa del choque de fuerzas contrarias, alcanza nuevamente un orden por imitación al antiguo orden divino, pero por su naturaleza material no logra hacerlo a la perfección. El resto de los dioses también han abandonado la parte del mundo que custodiaban, pero luego de ver que el hombre, urgido ahora por el hecho de que tiene que satisfacer necesidades que antes no, porque ya no está exento de la vejez y el hambre, y los animales se han vuelto salvajes y depredadores, enseñan a los hombres las artes para su preservación; pero al igual que el universo entero no logra imitar el orden divino a la perfección, el hombre tampoco puede imitar a la perfección las enseñanzas de los dioses. La Edad de Zeus es la edad contemporánea a los personajes del diálogo.         

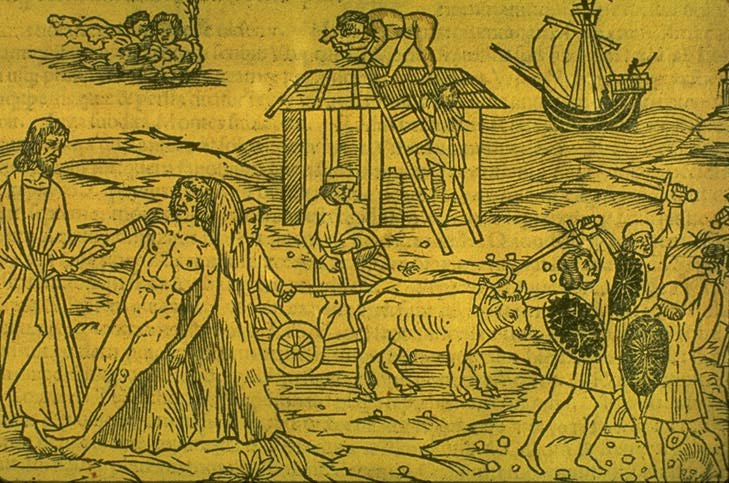
Grabado para el libro I de Las metamorfosis de Ovidio.

### Las cuatro edades de Ovidio
El poeta romano Ovidio narra un mito similar, pero con sólo cuatro edades, en el libro I de su poema Las metamorfosis. Su mito es similar al de Hesíodo, aunque omite la Edad de los Héroes.
Ovidio recalca que la justicia y la paz sólo son propias de la Edad de Oro. También añade que, en esta edad, los hombres no conocían aún la navegación y, por tanto, no podían explorar el mundo.
En la Edad de Plata, Júpiter da a los hombres las estaciones del año, por lo que éstos aprenden el arte de la agricultura y la arquitectura.
En la Edad de Bronce, los hombres viven para la guerra, pero no son impiadosos.
Finalmente, en la Edad de Hierro, los hombres demarcan las naciones con fronteras y aprenden las artes de la navegación y la minería. Les gustan las guerras, son codiciosos e impiadosos. La verdad, la modestia y la lealtad han desaparecido.

### San Jerónimo y la historicidad de las edades
San Jerónimo trató de asociar estas edades al calendario. Dató las edades así:
- La Edad de Oro sobre los años 1710-1674 a. C.
- La Edad de Plata sobre los años 1674-1628 a. C.
- La Edad de Bronce sobre los años 1628-1472 a. C.
- La Edad de los Héroes sobre los años 1460-1103 a. C.
- La Edad de Hierro sería desde el año 1103 a. C. hasta la actualidad.[1]

## Interpretaciones

### La estructura del mito hesiódico según Jean-Pierre Vernant
Vernant sostiene que Hesíodo intenta dar una lección con el mito, que dirige a su hermano Perses, y al mismo tiempo vale para los reyes y lo resume con una fórmula: "escucha a la Justicia (Δίκη), no dejes crecer la desmesura (ὕβρις)."
Todas las razas deben en su momento desaparecer, y parecen sucederse conforme a un orden de decadencia progresiva y regular. Ellas se asemejan a los metales de los que reciben el nombre y cuya jerarquía se ordena del más precioso al menos precioso. El mito parece querer oponer a un mundo divino, en el que el orden está fijado en la victoria de Zeus, un mundo humano en el que se instala poco a poco el desorden y que acabará por situarse definitivamente del lado de la injusticia. Sin embargo Hesíodo añade una quinta edad, la de los héroes, entre las generaciones de bronce y de hierro: con ello no solo introduce una raza no metálica, sino que interrumpe el movimiento de decadencia continua, pues esta raza de los héroes es superior a la de bronce, que la ha precedido. La crítica en general reconoce esto como una irregularidad frente a una exposición primitiva del mito, y que habría que explicar satisfactoriamente. Hesíodo habría  elaborado su relato mítico unificando la idea del mito genealógico de las razas en relación con un simbolismo de los metales y que narraba la decadencia moral de la humanidad, y la idea de una división estructural del mundo divino cuya explicación se trataba de suministrar, amoldando el esquema mítico primitivo con objeto de reservar un lugar a los héroes.
El mito de las edades nos ofrecería entonces el ejemplo más antiguo de una conciliación entre el punto de vista de la génesis y el de la estructura, de una tentativa de hacer corresponder los estadios de una serie temporal y los elementos de una estructura permanente. Hesíodo no tiene la noción de tiempo único y homogéneo dentro del cual las diversas razas vendrían a fijarse en un puesto definitivo. Cada raza posee su particular temporalidad, su edad, que expresa su naturaleza particular y que, a idéntico título que su género de vida, actividades, defectos, etc. define su estatuto y contrapone al de las otras razas. La sucesión de las razas en el tiempo reproduce el orden jerárquico permanente del universo. Las edades se suceden para formar un ciclo completo que acabado, recomienza.
Según Vernant, en el texto se muestra que existen dos tipos de existencia humana, rigurosamente opuestos, de los que uno coloca a Δίκη mientras el otro solo conoce ὕβρις. Pero esos tipos de existencia muestran diferencias en cada uno de los niveles estructurales en los que se articula la sociedad indoeuropea primitiva, tal como lo vio Georges Dumézil: un estrato "real", otro guerrero y otro agricultor. Estos se manifiestan en pares de razas que se encuentran relacionadas por representar funciones equivalentes: las dos primeras razas representan la función real, en su tipo justo (la raza dorada) e injusto (la plateada); el siguiente par corresponde a la función guerrera injusta (la raza de bronce) y justa (la raza de los héroes). Y aunque Hesíodo muestra a continuación una sola raza final, la de hierro, a la que él mismo pertenece, la muestra desdoblada: primero en la Edad Contemporánea del poeta, en la que los bienes y los males se presentan todavía juntos, luego en un futuro en el que ya no quedarán bienes y donde Dike habría volado definitivamente al Olimpo. Así, también este desdoblamiento cumpliría la función de representar al estrato campesino en su tipo vital justo e injusto. La unificación de la raza tiene su justificación en el hecho de que representa el tiempo y el estrato propio de Hesíodo como poeta y Perses como destinatario del relato, y en el que se sitúa el presente abierto al porvenir.

### Estudios
- Vernant, Jean-Pierre (1973 , trad. 1986). Mito y pensamiento en la Grecia antigua (título original: Mythe et pensée chez les grecs). Barcelona: Ariel. ISBN 978-84-344-9702-4.